# アヴィアーノ空軍基地
- アビアノ空軍基地
- アヴィアノ空軍基地

アヴィアーノ空軍基地（アヴィアーノくうぐんきち、イタリア語: Base aerea di Aviano）は、フリウリ＝ヴェネツィア・ジュリア州のアヴィアーノに位置するイタリア空軍の基地である。
在欧アメリカ空軍の第31戦闘航空団が所在しており、B61核爆弾などの核兵器が保管されている。

## 概要
アヴィアーノ空軍基地は、1911年にイタリア政府が空軍パイロットの養成のために建設した飛行場で、1914年に勃発した第一次世界大戦では作戦機の出撃基地として使用された。
1939年に勃発した第二次世界大戦では、イタリア空軍と同盟国のドイツ空軍が使用していたが、1945年にイギリス軍が基地を接収、1947年にイタリアへ返還された。
1994年4月1日、アメリカ合衆国のホームステッド空軍基地から第31戦闘航空団が移駐し、活動を開始した。
北大西洋条約機構（NATO）による1994年のボスニア・ヘルツェゴビナ紛争介入、1999年のコソボ紛争介入の際には活動拠点の一つとして使用された。また、2011年のリビア内戦中のリビア飛行禁止空域におけるオデッセイの夜明け作戦でも主要基地として機能し、同年3月31日の作戦終了後に実施されたユニファイド・プロテクター作戦においても、10月31日の作戦終了まで作戦機の受け入れを行った。

## 所在部隊
アヴィアーノ空軍基地には、以下の部隊が所在している。
アメリカ空軍
- 第3空軍隷下
  - 第31戦闘航空団（英語版）
    - 第31作戦群（英語版）
      - 第31作戦支援中隊
      - 第56救難飛行隊（英語版） - HH-60G
      - 第57救難飛行隊（英語版）
      - 第510戦闘飛行隊（英語版） - F-16C/D
      - 第555戦闘飛行隊（英語版） - F-16C/D
      - 第606航空管制中隊

    - 第31整備群
      - 第31航空機整備中隊
      - 第31整備中隊
      - 第31整備運用中隊
      - 第31弾薬中隊

    - 第31医療群
      - 第31航空宇宙医療中隊
      - 第31歯科中隊
      - 第31医療運用中隊
      - 第31医療支援中隊
      - 第31外科運用中隊

    - 第31任務支援群
      - 第31施設中隊
      - 第31通信中隊
      - 第31契約中隊
      - 第31部隊支援中隊
      - 第31兵站即応中隊
      - 第31警備中隊

イタリア空軍
- 航空部隊司令部
  - アヴィアーノ空軍基地コマンド